# Ридсвил (Висконсин)
Ридсвил (енгл. Reedsville) град је у америчкој савезној држави Висконсин.

## Демографија
По попису из 2010. године број становника је 1.206, што је 19 (1,6%) становника више него 2000. године.
| Група             | 2000.         | 2010.         |
| Белци             | 1.158 (97,6%) | 1.085 (90,0%) |
| Афроамериканци    | 0 (0,0%)      | 0 (0,0%)      |
| Азијати           | 0 (0,0%)      | 0 (0,0%)      |
| Хиспаноамериканци | 10 (0,8%)     | 94 (7,8%)     |
| Укупно            | 1.187         | 1.206         |